# El correo (película)
El correo (originalmente conocida como El correo belga) es una película de thriller, drama y comedia negra dirigida por Daniel Calparsoro y escrita por Patxi Amezcua y Alejo Flah. Está protagonizada por Arón Piper, María Pedraza, Luis Tosar, Laura Sépul, Nourdin Batán, José Manuel Poga y Luis Zahera. 

## Trama
Año 2002. Iván Márquez (Arón Piper) es un chaval de Vallecas al que su barrio le queda pequeño. Con la llegada del euro a España, pronto da su primer gran paso desde su puesto de aparcacoches en un lujoso club de golf de Madrid: convertirse en correo belga para una organización internacional dedicada al blanqueo de dinero, transportando maletines rumbo a Bruselas y Ginebra. Pero Iván no puede dejar de mirar hacia lo más alto. El dinero negro de verdad fluye en la Costa del Sol e Iván quiere su parte del pastel.

## Reparto
- Arón Piper como Iván Márquez
- María Pedraza como Leticia
- Luis Tosar como Francisco Escámez
- Laura Sépul como Anne Marie
- Nourdin Batán como Yannick
- José Manuel Poga como José Luis Ocaña
- Luis Zahera como Manuel Roig

## Producción
En marzo de 2023, TVE adquirió los derechos de 34 películas españolas en su primera mesa de valoración de cine de 2023, incluyendo El correo belga, la cual estaría dirigida por Daniel Calparsoro y producida por Vaca Films. En mayo de 2023, Arón Piper reveló en una entrevista a El País que él protagonizaría la película, en cuyo rodaje comenzaría a participar ese mismo mes. El 22 de mayo de 2023, el rodaje de las escenas de la película en Málaga comenzó, mientras que los productores pusieron un anuncio buscando dobles de figuras públicas de la corrupción política para el rodaje, como Julián Muñoz, Francisco Camps, Rita Barberá y Álvaro Pérez "El Bigotes", además de los actores estadounidenses Ashton Kutcher y Demi Moore. El rodaje de la película finalizó en junio de 2023 después de seis semanas, habiendo tenido lugar, además de en Málaga, en localizaciones como Madrid, Marbella, Bruselas, Ginebra y Hong Kong. En algún punto de la producción, el título de la película fue cambiado a simplemente El correo.
Aunque en un principio se reportó que la película costó 3.4 millones de euros, cuando el rodaje concluyó se confirmó que el presupuesto final de la película es de cinco millones de euros, incluyendo un millón de euros precedentes de las ayudas generales del ICAA.

## Lanzamiento y marketing
El 9 de octubre de 2023, Universal Pictures International Spain lanzó el primer tráiler de El correo y anunció que la película sería estrenada en cines españoles el 19 de enero de 2024.

## Recepción

### Taquilla
En su primera semana, El correo se estrenó en 322 cines, coincidiendo principalmente con los estrenos de Cualquiera menos tú, La zona de interés, Cuando acecha la maldad y El arca de Noé, entre otras películas.  En su estreno, la cinta lideró la taquilla recaudando 530.547 euros, para un promedio por copia de 1.648 euros, convirtiéndose en la primera película española fuera de los géneros de comedia y cine familiar en liderar la taquilla desde Los renglones torcidos de Dios en octubre de 2022. En su segunda semana, la película cayó un 37% hasta los 317.214 euros en 336 cines, para un promedio de 944 euros y un acumulado de 1.02 millones de euros, ocupando el tercer puesto de la taquilla.

### Crítica
El correo ha recibido críticas mixtas a positivas por parte de los críticos. En FilmAffinity, a partir del 19 de enero de 2024, un total de cinco críticas profesionales fueron recopiladas, de las cuales tres son positivas y dos son mixtas
Raquel Hernández Luján de Hobby Consolas le dio a la película un 78 de 100, escribiendo que en la cinta "volvemos a encontrar una vez más todos los temas que le atraen [a Daniel Calparsoro, el director]", y consideró el mezclar personajes ficticios con personajes reales familiares mediante imágenes de archivo como un "acierto", aparte de describir a la cinta como "dinámica, urbana, descarada y gamberra incluso", elogiar su reparto formado tanto por actores nuevos como por veteranos, y destacar la película como una de las más "desencantadas" de Calparsoro "en el sentido de que, a pesar de que seguimos a un protagonista de moral ambigua, está rodeado de tal grupo de pirañas ligadas al dinero negro que solo podemos llevarnos las manos a la cabeza. Jesús Usero de AcciónCine le dio a la cinta tres estrellas de cinco, describiéndola como "una historia dinámica, llena de personajes peculiares que, de ser reales, serían completamente creíbles" y que su humor ácido la hace "más que interesante", además de elogiar la actuación de Arón Piper como "su mejor papel hasta la fecha" y defender que Calparsoro "muestra su talento a la hora de darle ritmo a una película que pasa en un suspiro y nunca aburre"; sin embargo, fue crítico con cómo la historia "se difumina mucho" y que "las relaciones entre personajes quedan desdibujadas" y que "da la sensación [...] de que esta historia daba más para una serie de televisión que le permitiese explorarlo todo, porque una película se queda demasiado corta". Enid Román Almansa de Cinemanía también le dio a la película tres estrellas de cinco, escribiendo que a Calparsoro "le gusta ir a lo grande" y que a Piper su papel "le va como anillo al dedo" y diciendo que "la historia de España nos la sabemos y la de Iván es digna de ver".
Andrés Arconada de Libertad Digital dijo que Calparsoro "vuelve otra vez al thriller, al cine de acción más puro" y recomendó la película "a todos los que les guste el cine de acción puro y duro porque es una muy buena película, aunque nunca sea valorada por la crítica". Daniel Moya Calero de Cinemagavia le dio a la película un 6,5 de 10, diciendo que Calparsoro "acierta de entrada al centrarse en las formas y al otorgar una identidad propia a su historia mezclándola con la realidad" y que en la cinta "todo va rápido", además de elogiar las actuaciones de los personajes secundarios, aunque también redactó que el ritmo ágil "deja el apartado dramático cojo de un pie" y describió al personaje principal, Iván, como "un protagonista con el que nos dan pocas posibilidades para poder empatizar", señalando como el mejor aspecto de la película "que es nuestro Lobo de Wall Street ibérico. Salvando las distancias con el maestro italoamericano, claro". Oti Rodríguez Marchante de ABC también le dio a la película tres estrellas de cinco, escribiendo que la película "tiene un formidable cuerpo de producción, riquísimo y complejo en localizaciones, ambientes y personajes" y que el guion "controla la rápida y compleja trama, alimenta constantemente la intriga", además de describir a sus personajes como "bien perfilados" y a la cinta como "transparente como un ventanal a todo ese tratado de sinvergonzonería que hemos vivido y, naturalmente, vivimos, y con la cualidad de la denuncia social [...] sin dejar por ello de ser un thriller urgente y entretenidísimo", concluyendo que es "una película diferente [...], potente y entretenida e interesante hasta que pone fin."
Por su parte, Yoel González de Contraste le dio a la película una estrella de cinco, explicando que la historia de la película "bien se podría resumir en tres palabras: sexo, drogas y corrupción" y que la voz en off del protagonista está "mal acoplada y articulada" y que "cuesta empatizar con [el protagonista] a causa de sus reprochables decisiones, el abandono a sus padres e incluso cierto menosprecio de las amistades [...] a uno le da igual lo que le vaya a pasar", además de criticar el guion por su "arranque insustancial" después del cual "se siguen sembrando insatisfactoriamente secuencias de desafueros, giros efectistas y diálogos vagos".